# Radioland
För Kraftwerks låt Radioland, se Radioactivity
Radioland, vilket är en vedertagen svensk översättning av DXCC entity, är ett lands territorium som ligger minst 100 kilometer utanför hemlandets gränser och har en egen radiosändare. I dag finns 339 aktiva radioländer i världen. Ett radioland behöver inte vara en självständig stat, utan kan vara en avgränsad del av ett annat land men betraktas som hemlandets territorium. Det finns dessutom 62 borttagna länder. Exempel på borttagna länder i relativ nutid är exempelvis Östtyskland.
Begreppet uppstod inom amatörradio för att särskilja ett land från dess områden på en annan geografisk plats.
Internationella teleunionen (ITU) tilldelade alla länder ett prefix, den så kallade ITU-listan. Detta prefix förklarade dock inte var i världen radiosignalen kom från. Det är till exempel stor skillnad på om man har kontakt med någon i Danmark eller på Grönland, i Frankrike eller på Saint-Barthélemy. Saint-Barthélemy tillhör Frankrike och tilldelades landsbokstaven “F” i ITU-serien, men då ön ligger i Karibien, långt från franska fastlandet ville man förtydliga att man inte hade kontakt med någon i Frankrike, utan på just ön Saint-Barthélemy.
För att uppnå detta föreslog bland andra Clinton B. DeSoto 1935 att man skulle lägga till ett prefix till ITU och därigenom skapa ett radioland.
Ett radioland definierades av DeSoto som: "The basic rule is simple and direct: Each discrete geographical or political entity is considered to be a country." På svenska: "Den grundläggande regeln är klar och tydlig: Varje separat geografisk eller politisk enhet anses vara ett land."
Efter detta tilldelade man prefix till radioamatörer på platser som var geografiskt avskilda från landet, som till exempel Saint-Barthélemy och Kerguelen (en fransk ö i Indiska oceanen).